# Estudiantes de Caracas Sport Club (femenino)
El Estudiantes de Caracas Sport Club es un equipo de fútbol femenino profesional venezolano filial del equipo masculino Estudiantes de Caracas Sport Club, se encuentra ubicado en Caracas, Distrito Capital y actualmente participa en la Superliga Venezolana máxima división del fútbol femenino en Venezuela.

## Historia
Estudiantes de Caracas Sport Club (femenino)

## Uniforme
Estudiantes de Caracas Sport Club (femenino)
- Uniforme titular: camiseta , pantalón , medias .
- Uniforme alternativo: camiseta , pantalón , .

### Evolución del uniforme
| 2016-presente Titular | 2016-presente Alternativo | 2017-presente Portero |

### Indumentaria y patrocinador
| Periodo       | Proveedor       |
| ------------- | --------------- |
| 2017-presente | Beethoven Sport |

| Periodo         | Patrocinador |
| --------------- | --- |
| 2017-Actualidad | Beethoven Sport Pirámide Seguros Seguros La Vitalicia Beethoven Clothing fashion Pepsi Maltín Polar Herbalife Grupo MULTIMARCA Eagle Burgmann |

## Instalaciones
Estudiantes de Caracas Sport Club (femenino)

## Actual Directiva 2016
| Cargo             | Nombre         |
| ----------------- | -------------- |
| Presidente        | ?              |
| Director Técnico  | Mónica Giraldo |
| Asistente Técnico | ?              |
| Preparador Físico | ?              |
| Utilero           | ?              |
| Fisioterapeuta    | ?              |

## Palmarés
- Liga Nacional de Fútbol Femenino de Venezuela (0):

- Copa Venezuela de Fútbol Femenino (0):